# Italien i olympiska vinterspelen 1972
Italien deltog i olympiska vinterspelen 1972. Italiens trupp bestod av 44 idrottare, 41 var män och 3 var kvinnor.

## Medaljer

### Guld
- Rodel
  - Dubbel: Paul Hildgartner och Walter Plaikner

- Alpin skidåkning
  - Storslalom herrar: Gustavo Thoeni

### Silver
- Alpin skidåkning
  - Slalom herrar: Gustavo Thoeni

- Bob
  - Fyra-manna: Nevio de Zordo, Adriano Frassinelli, Corrado dal Fabbro, Gianni Bonichon

### Brons
- Alpin skidåkning
  - Slalom herrar: Rolando Thoeni

## Trupp
- Alpin skidåkning
  - Gustavo Thoeni
  - Rolando Thoeni
  - Stefano Anzi
  - Giuliano Besson
  - Eberardo Schmalzl
  - Helmuth Schmalzl
  - Erwin Stricker
  - Marcello Varallo
- Bob
  - Gianni Bonichon
  - Corrado Dal Fabbro
  - Nevio De Zordo
  - Adriano Frassinelli
  - Mario Armano
  - Luciano De Paolis
  - Gianfranco Gaspari
  - Enzo Vicario
  - Roberto Zandonella
- Hastighetsåkning på skridskor
  - Giancarlo Gloder
  - Bruno Toniolli
- Konståkning
  - Rita Trapanese
- Längdskidåkning
  - Tonio Biondini
  - Elviro Blanc
  - Renzo Chiocchetti
  - Carlo Favre
  - Ulrico Kostner
  - Attilio Lombard
  - Franco Nones
  - Gianfranco Stella
- Nordisk kombination
  - Fabio Morandini
  - Ezio Damolin (Deltog även i backhoppning)
- Rodel
  - Paul Hildgartner
  - Walter Plaikner
  - Leo Atzwanger
  - Erica Außendorfer-Lechner
  - Karl Brunner
  - Sarah Felder
  - Emilio Lechner
  - Ernesto Mair
  - Sigisfredo Mair
- Skidskytte
  - Giovanni Astegiano
  - Willy Bertin
  - Pierantonio Clementi
  - Lino Jordan
  - Corrado Varesco